# Acacia bidwillii
Acacia bidwillii é uma espécie de leguminosa do gênero Acacia, pertencente à família Fabaceae.